# Jelly Belly/2001
Deze pagina geeft een overzicht van de wielerploeg Jelly Belly in 2001.

## Renners
| Naam             | Geboortedatum | Nationaliteit    | Ploeg 2000     |
| ---------------- | ------------- | ---------------- | -------------- |
| Kirk Albers      | 06-02-1969    | Verenigde Staten | Jelly Belly    |
| Brad Buccambuso  | 21-01-1981    | Verenigde Staten | neoprof        |
| Norman Carter    | 16-06-1979    | Verenigde Staten | Jelly Belly    |
| Jonathan Erdelyi | 17-07-1977    | Australië        | neoprof        |
| Mariano Friedick | 09-01-1975    | Verenigde Staten | Jelly Belly    |
| Eddy Gragus      | 15-02-1968    | Verenigde Staten | Jelly Belly    |
| Damon Kluck      | 03-12-1963    | Verenigde Staten | neoprof        |
| Jason McCartney  | 22-10-1974    | Verenigde Staten | Nutra Fig-Noni |

2000 · 2001 · 2002 · 2003 · 2004 · 2005 · 2006 · 2007 · 2008 · 2009 · 2010 · 2011 · 2012